# Microlicia macedoi
Microlicia macedoi är en tvåhjärtbladig växtart som beskrevs av Lyman Bradford Smith och John Julius Wurdack. Microlicia macedoi ingår i släktet Microlicia och familjen Melastomataceae. Inga underarter finns listade i Catalogue of Life.